# キバアイナメ
キバアイナメ (学名: Ophiodon elongatus) はカサゴ目に属する魚類の一種。キンムツの和名も持ち、英名からリングコッド（英語: lingcod）とも呼ばれる。Ophiodon に含まれる現生種は本種のみ。カリフォルニア南部、中新世後期の層から産出した化石種 Ophiodon ozymandias が知られており、これは本種よりわずかに大きい。
北米の西岸、シュマージン諸島からバハ・カリフォルニアまでの海域に産し、最大で152 cm、59 kgに達する。体には灰色の斑点が散らばる。食用・釣りの対象にもなる。
英名の ”Ling cod” は、”Ling”（学名: Molva molva クロジマナガダラ）や ”cod”（タラ類）に体型が似ることに由来する。だがこれらの魚類とは近縁でない。
分子系統解析において同所に分布するカベゾン Scorpaenichthys marmoratus と近縁であるとされたこともあるが、2014年にはやはりアイナメ科の系統に属するという結果が得られている。

## 生態
生息数は、ブリティッシュコロンビア州近辺が最も多い。底生で、深度10 - 100 mの岩礁に生息する。タグを用いた調査では、回遊は行わず、限られた海域のみで生活することが示された。
10月に入ると、沿岸に移動して繁殖する。雄が最初に移動し、潮流の強い海域で、岩の隙間・岩棚に巣を作る。産卵は12 - 3月で、雌は産卵後すぐに巣を離れる。雄は、3 - 4月に卵が孵化するまで巣を守り続ける。
仔魚は浮遊性で、5 - 6月に海底に降りて稚魚となる。最初はアマモ場、次に砂地、最終的に岩礁地帯に移動するが、その後数年は浅場に留まる。

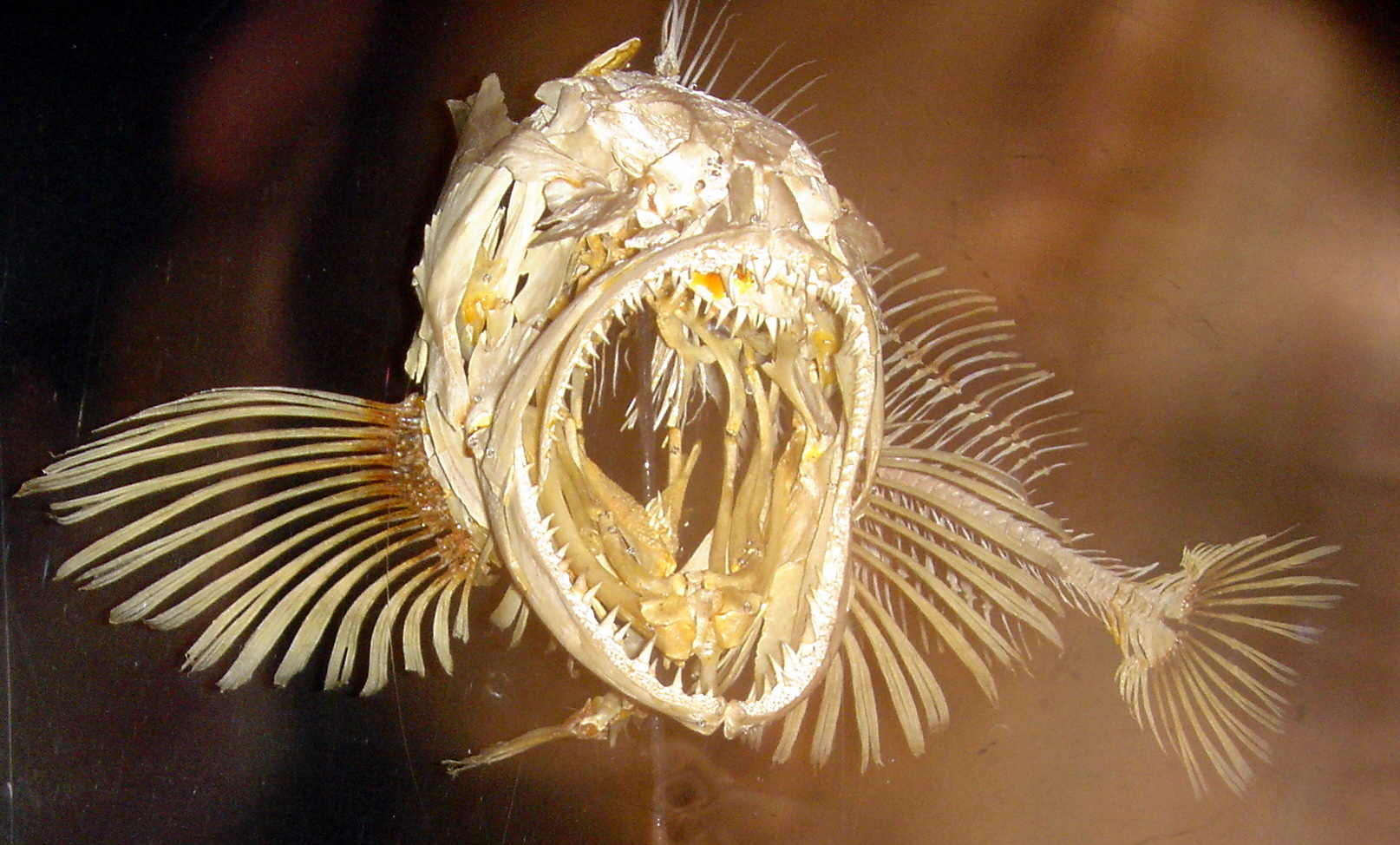
骨格

雄は2年 (45 cm)、雌は3 - 5年 (61 - 75 cm) で性成熟する。成体の雄は、肛門の後方に円錐形の突起があることで雌と区別できる。雌雄とも2歳までは同じ比率で成長し、45 cm程度になる。だが、その後の成長速度は雌のほうが早く、また、雄は8歳で成長が止まるが、雌は12 - 14歳まで成長を続ける。寿命は雄で14年・雌で20年、全長は雄で90 cm、雌で120 cmに達する。アラスカでは32 kgの個体の報告がある。
無脊椎動物・ニシン・サケ・シロガネダラ・メバルなど、口に入るサイズのものなら何でも捕食する。中でも小さなタコを好む。成体に敵は少ないが、アシカなどの海獣に捕食される。

## 年齢推定
1977年、カナダ・Pacific Biological Stationの Dick Beamish と Doris Chilton は、第二背鰭の第4-8鰭条の断面から年齢を推定する手法を提案した。この手法は、オキシテトラサイクリンによる標識調査によって有効であることが確認された。他の方法としては鱗と耳石を用いたものがあるが、高齢個体の年齢を過小評価してしまうことが明らかとなっている。
作業の内容は鱗・耳石を用いる場合とあまり変わらず、断面を顕微鏡で観察し、年に1つずつ形成される環を数えることで行われる。鰭条は正しい角度で切断しなければならず、根元からの距離も重要であるため、鰭は根元から採集されて乾燥させた状態で保存される。
老齢個体では、1 - 2年目に作られた環が再吸収されることがある。このため、幼魚から得られる1 - 2年目の環のデータから、老齢個体の3年目の環の位置を推定することになる。

## 画像

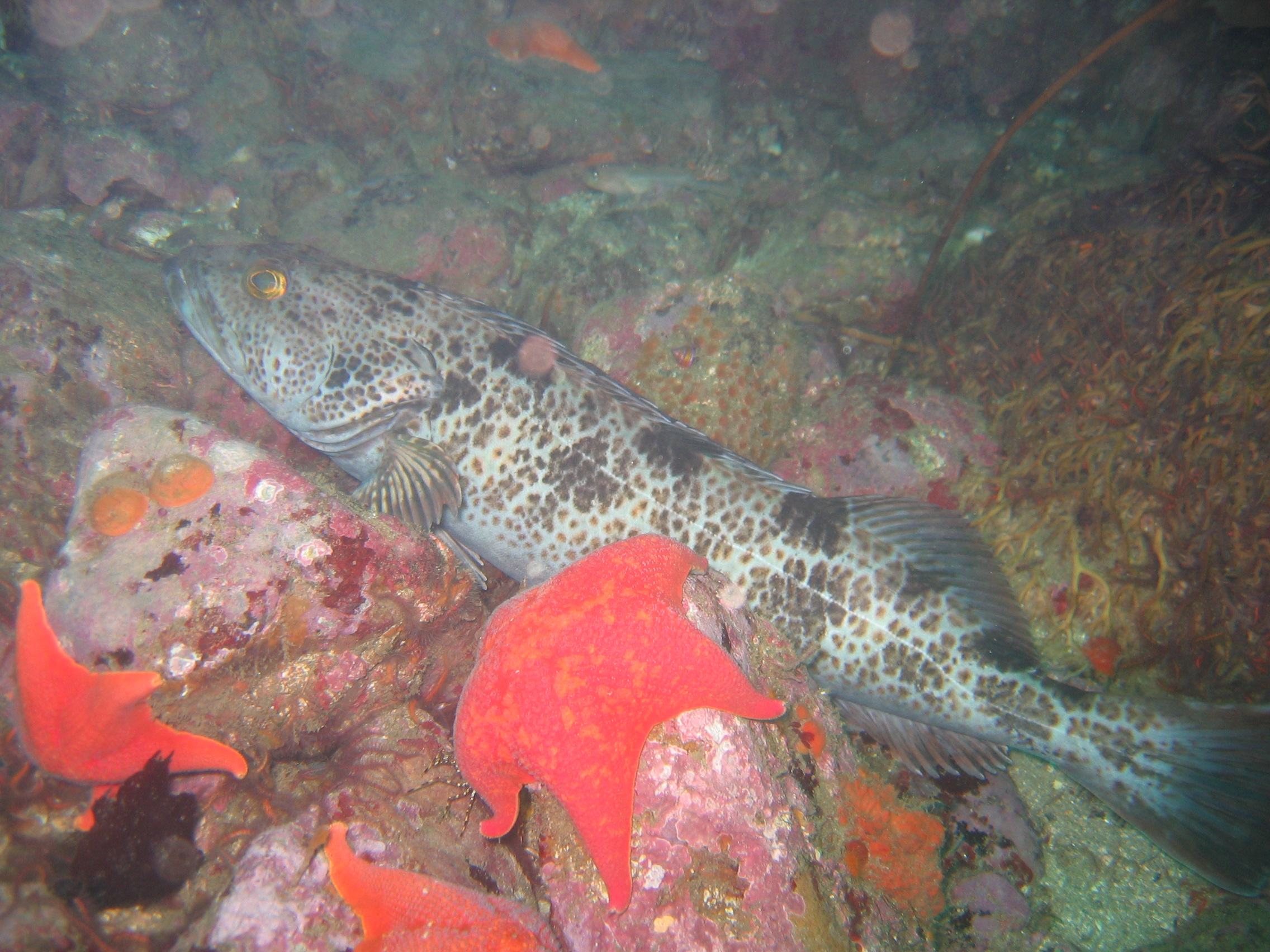
体色の淡い個体
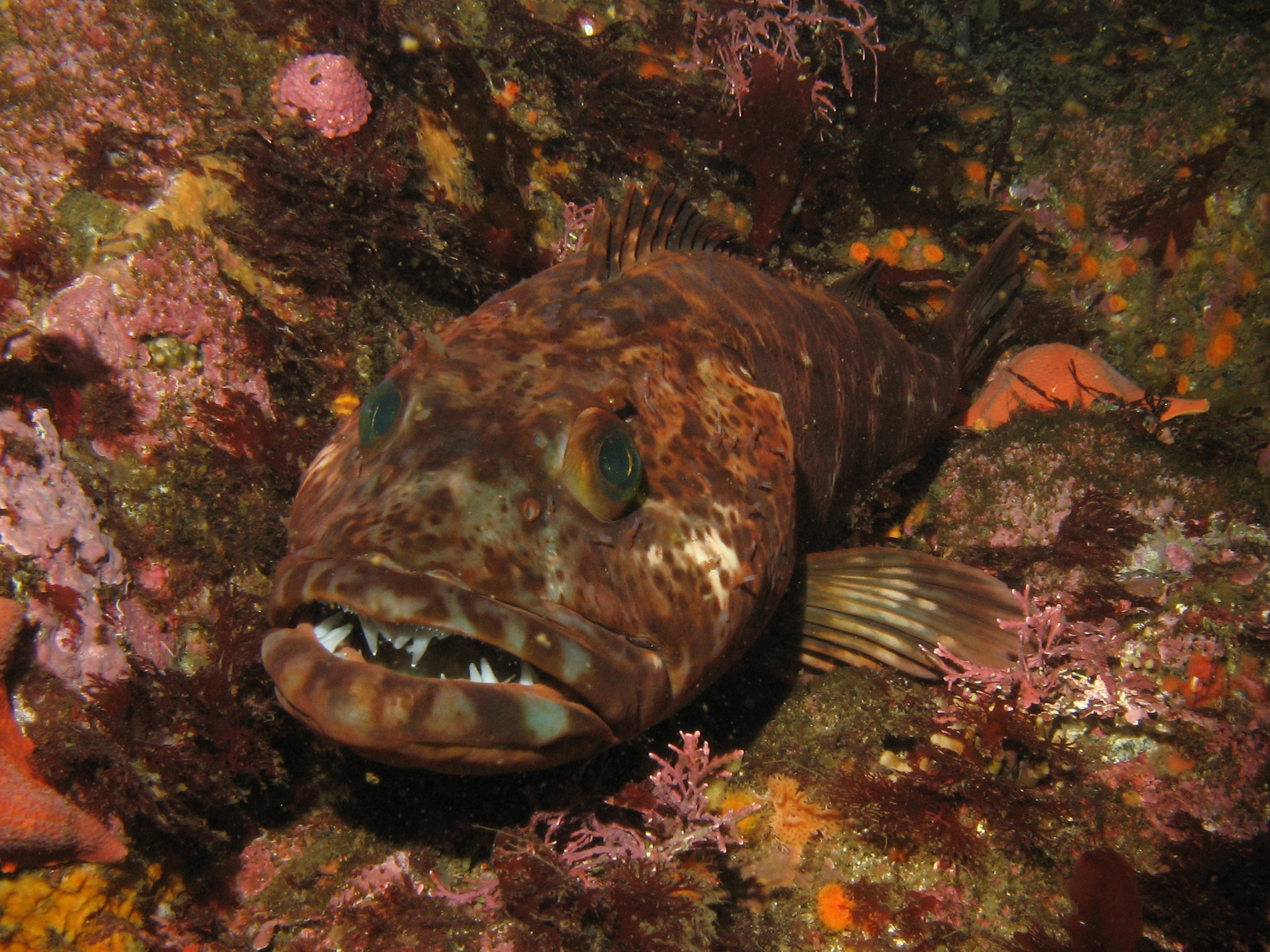
歯を見せるキバアイナメ
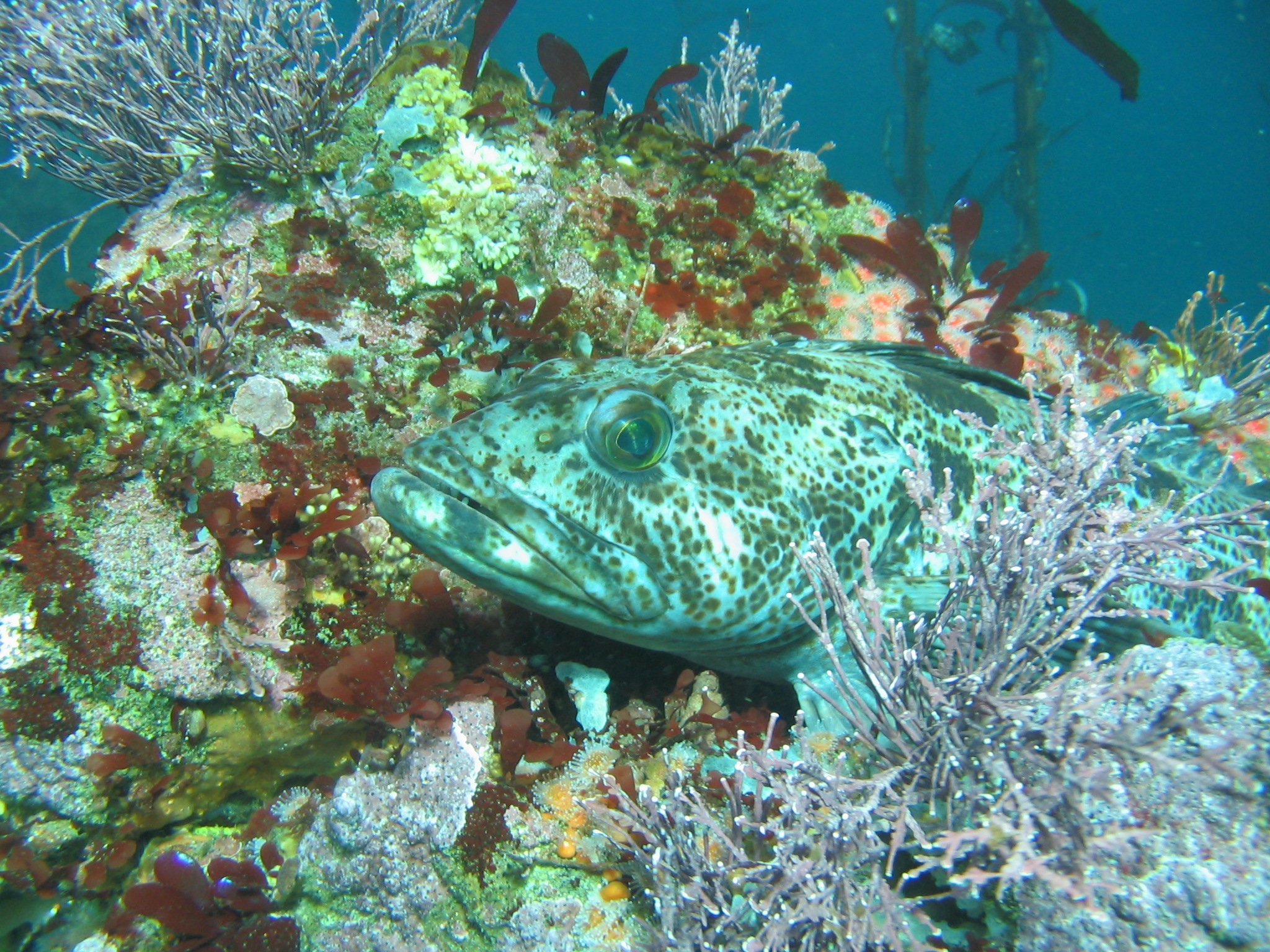
岩礁に隠れる
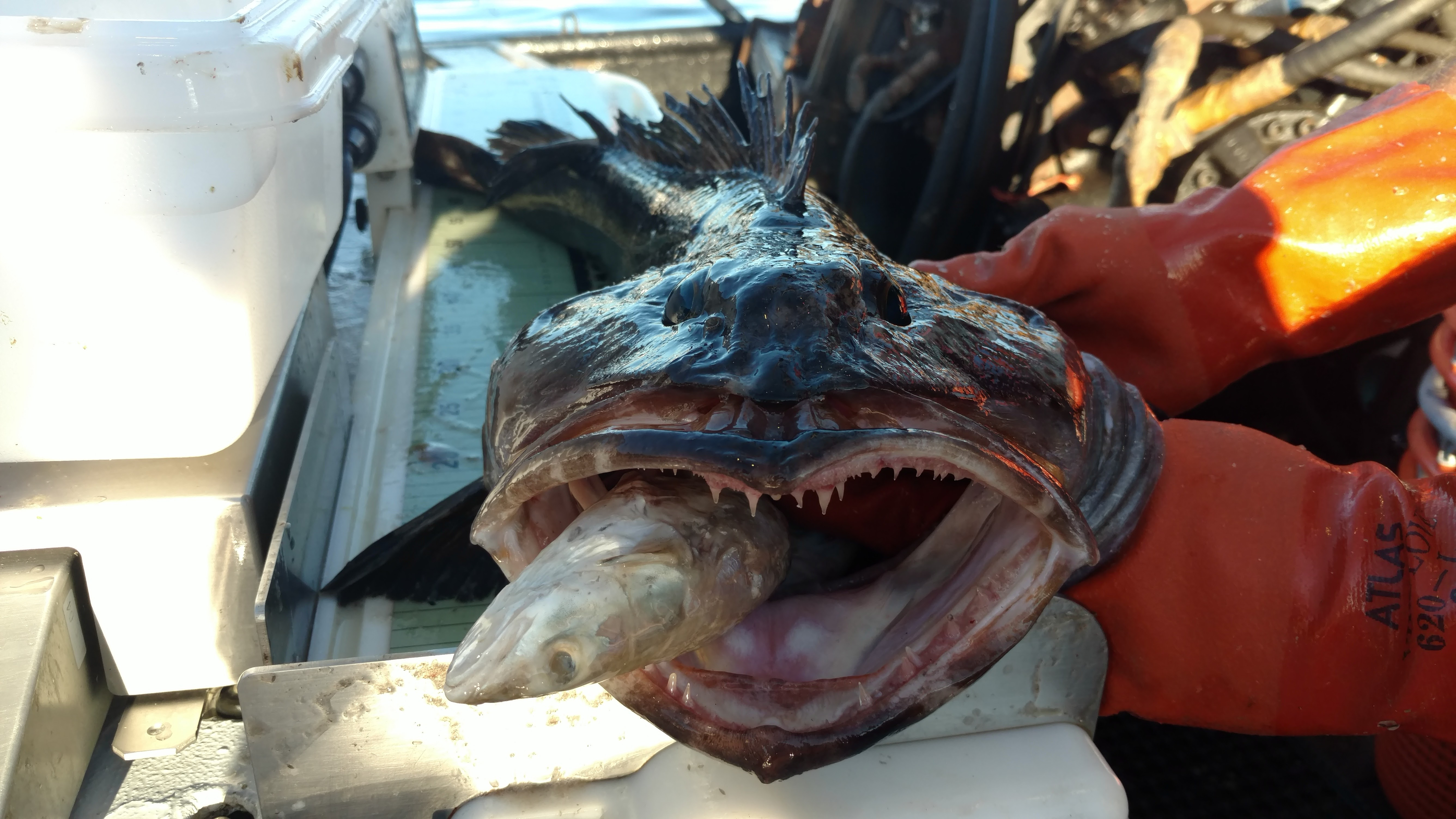
小さなギンダラをくわえる